# Xylosma lucidum
Xylosma lucidum är en videväxtart som först beskrevs av Louis René Tulasne, och fick sitt nu gällande namn av Herman Otto Sleumer. Xylosma lucidum ingår i släktet Xylosma och familjen videväxter. Inga underarter finns listade i Catalogue of Life.